# بخش اندامارکا
بخش اندامارکا (به اسپانیایی: Andamarca District) یک سکونتگاه مسکونی در پرو است که در منطقه خونین واقع شده‌است.

## خصوصیات
بخش اندامارکا ۶۹۴٫۹ کیلومترمربع مساحت و ۶٬۱۵۱ نفر جمعیت دارد و ۲٬۵۰۰ متر بالاتر از سطح دریا واقع شده‌است.
کلمه آندامارکا از عبارت آنتا مارکا که در زبان کچوا به معنی دهکده مس است، گرفته شده است و یکی از پانزده منطقه استان کنسپسیون  در پرو است.